# Auguste Bluysen
Auguste Bluysen est un architecte et décorateur français né le 5 juin 1868 à Essonnes, mort le 7 avril 1952 à Louveciennes.

## Biographie
Marie Joseph Auguste Bluysen naît le 5 juin 1868 à Essonnes dans le département de l'Essonne du mariage de Charles Bluysen, fabricant de pain de papier, et de Clémentine Frédérica Diboisne. Il est le frère de l'homme politique Paul Bluysen.
Élève, à l'École des beaux-arts, de Paul Friesé, de Gustave Adolphe Gerhardt et de Gaston Redon, il est diplômé le 17 décembre 1897.
Il est architecte du ministère des Colonies (1897), architecte à Paris (1899) et architecte du ministère des Postes et Télégraphes (1912), Auguste Bluysen a participé comme inspecteur des travaux, à l'Exposition universelle de 1900, mais il s'est surtout illustré dans l'architecture des cinémas, théâtres, casinos et établissements thermaux.
Bluysen a tenté vainement, avant même la mort de celui-ci en 1942, de défendre l’œuvre et la mémoire d’Hector Guimard, d’un an son aîné.
Il est membre de la SADG de 1897 à 1942, membre fondateur de la Société des architectes modernes puis président en 1937 et membre de la Fondation Taylor en 1901.
Il meurt le 7 avril 1952 à Louveciennes dans le département des Yvelines,.

## Œuvre

### Bâtiments administratifs et industriels
- Tours de la biscuiterie Lefèvre-Utile ou « Tours LU », à Nantes (1909). Sur les deux tours construites, une seule fut conservée et réhabilitée au sein du « Lieu unique » ;
- Ancienne poste de Melun (début des années 1930)[3] ;
- Ancien siège régional de la Poste à Marseille (1936-1937) ;
- Hôtel des Postes Saint-Éloy à Clermont-Ferrand (1936-1938).

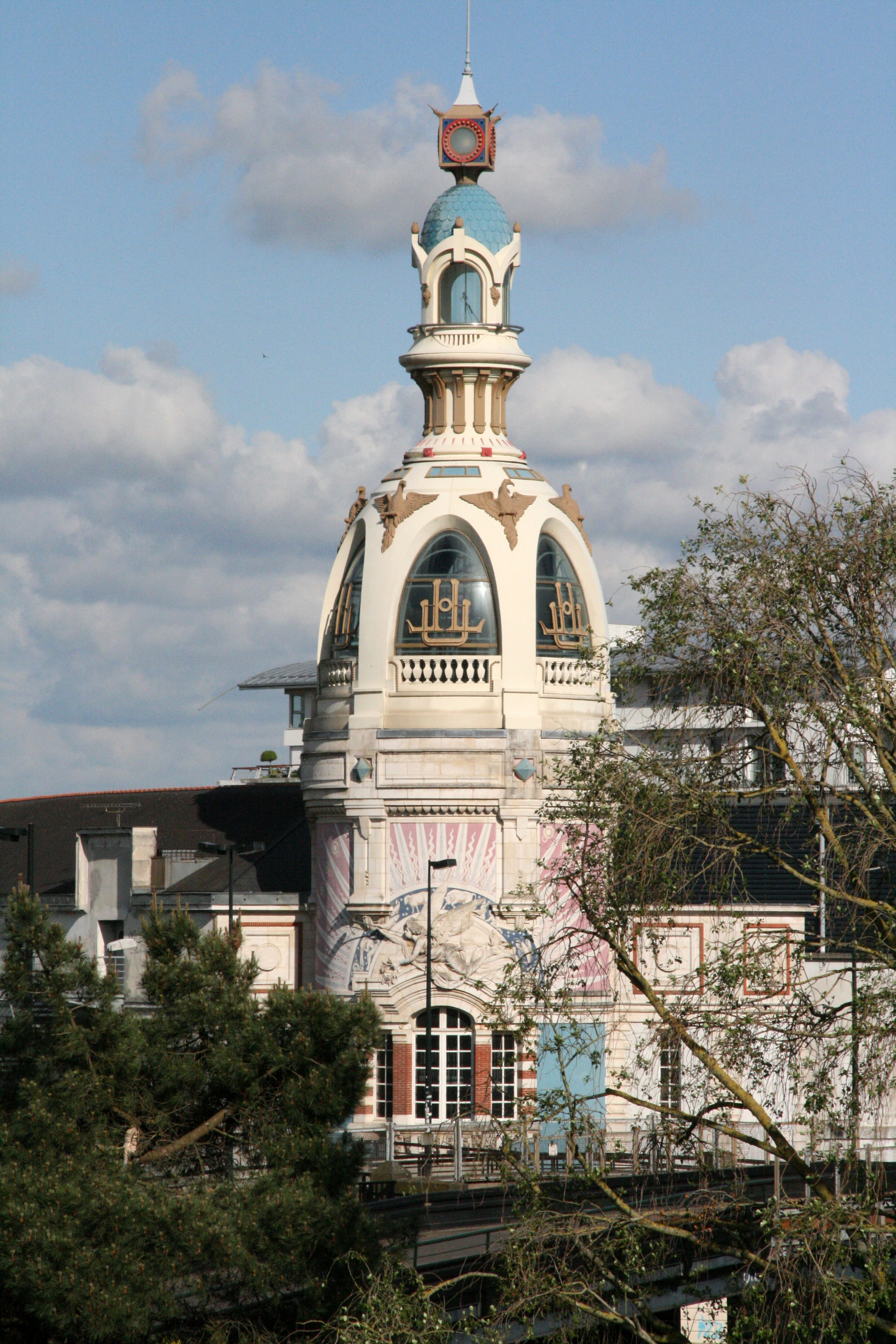
Tour LU, à Nantes.

### Cinémas, théâtres
- Théâtre Daunou à Paris (1919) ;
- Théâtre de la Michodière, à Paris (1925), dans le style Art déco ;
- Cinéma Gaumont-Opéra, boulevard des Capucines, à Paris (1927)[4];
- Cinéma Le Grand Rex, à Paris (1932), en collaboration avec l'ingénieur John Eberson.

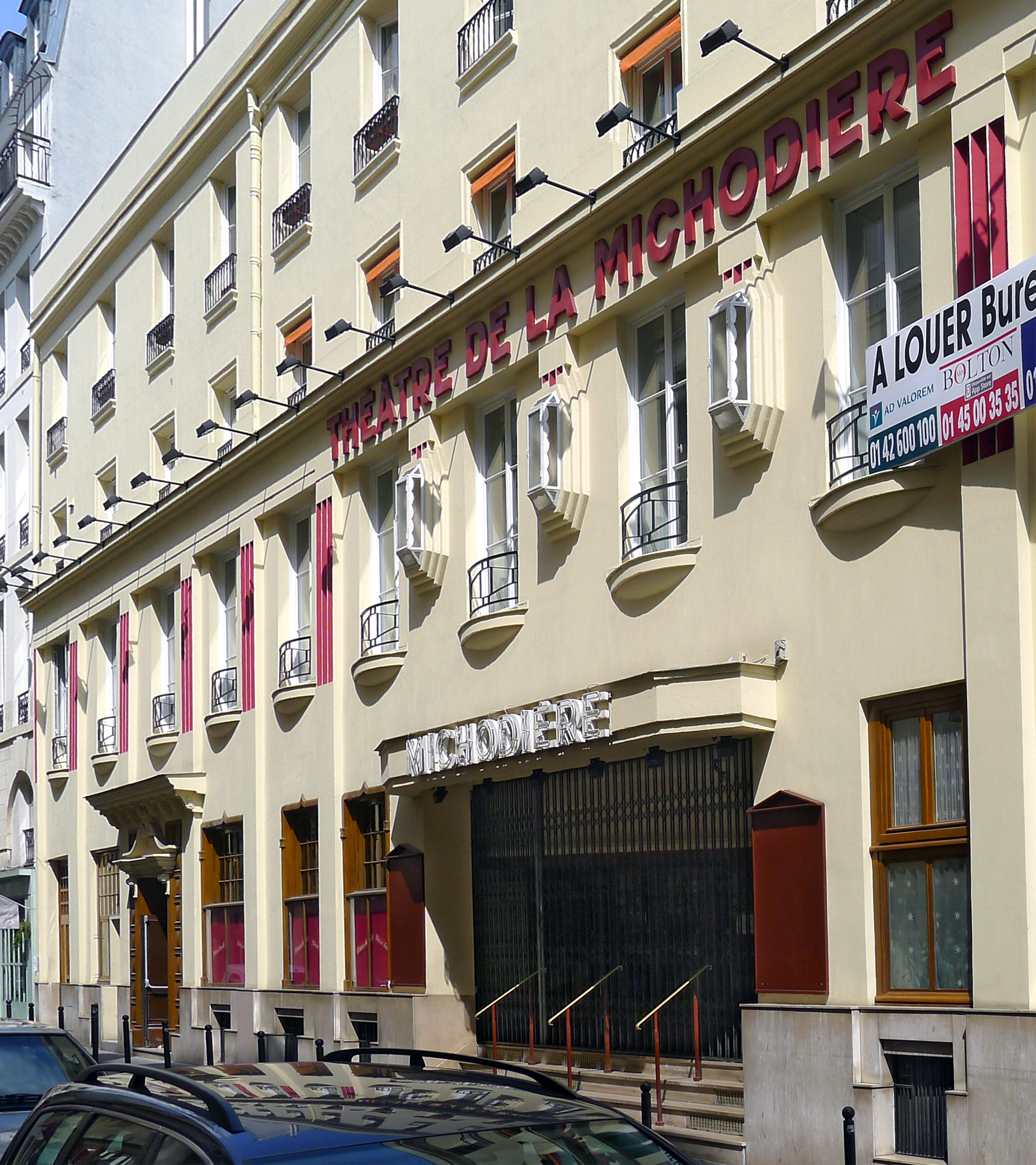
Théâtre de la Michodière à Paris.

### Casinos, sources thermales
- Casino de Granville (1911). Fermé durant 25 ans, le théâtre du Casino de Granville renaît en 2001 sous le nouveau nom de Salle de spectacles et de congrès « L'Archipel » (400 places) ;
- Casino de la forêt au Touquet-Paris-Plage, (1913). Décoration du hall par Lavezzari et Tattegrain[5] ;
- Casino du Lac à Bagnoles-de-l'Orne (1927) ;
- Pavillon des Fleurs à Bagnoles-de-l'Orne (1927) ;
- Pavillon de la Grande Source, à l'établissement thermal de Vittel (1929-1930) ;
- Sporting Casino de Pontaillac à Royan (1931) ;
- Source du Roy, devant l'établissement thermal d'Enghien-les-Bains : exploitée dès le Premier Empire sous le nom de source Cotte, elle fut entièrement réaménagée lors de la construction du nouvel établissement thermal  et surmontée d'un kiosque à dôme en béton armé (1934) ;
- Transformation de la galerie du casino de Vittel (1930) et du casino lui-même (1934-1937), tous les deux construits par Charles Garnier en 1883.

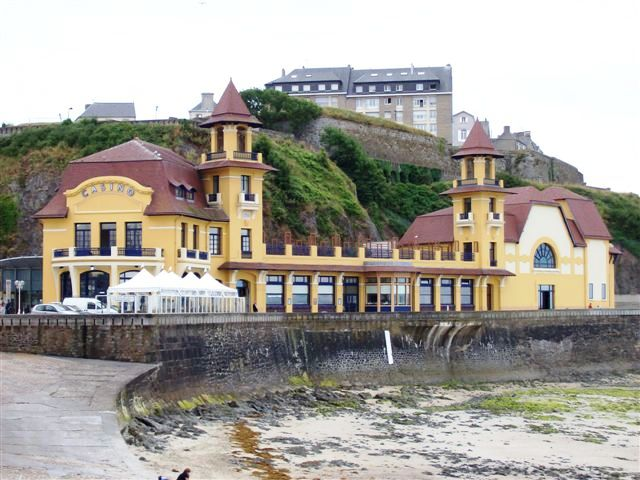
Le casino de Granville.
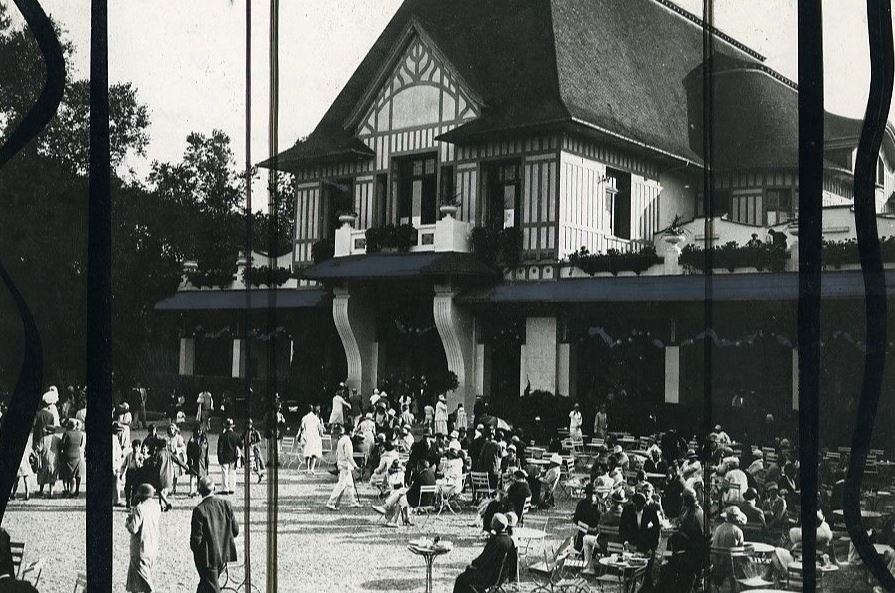
Le casino de la Forêt du Touquet-Paris-Plage, en 1938.
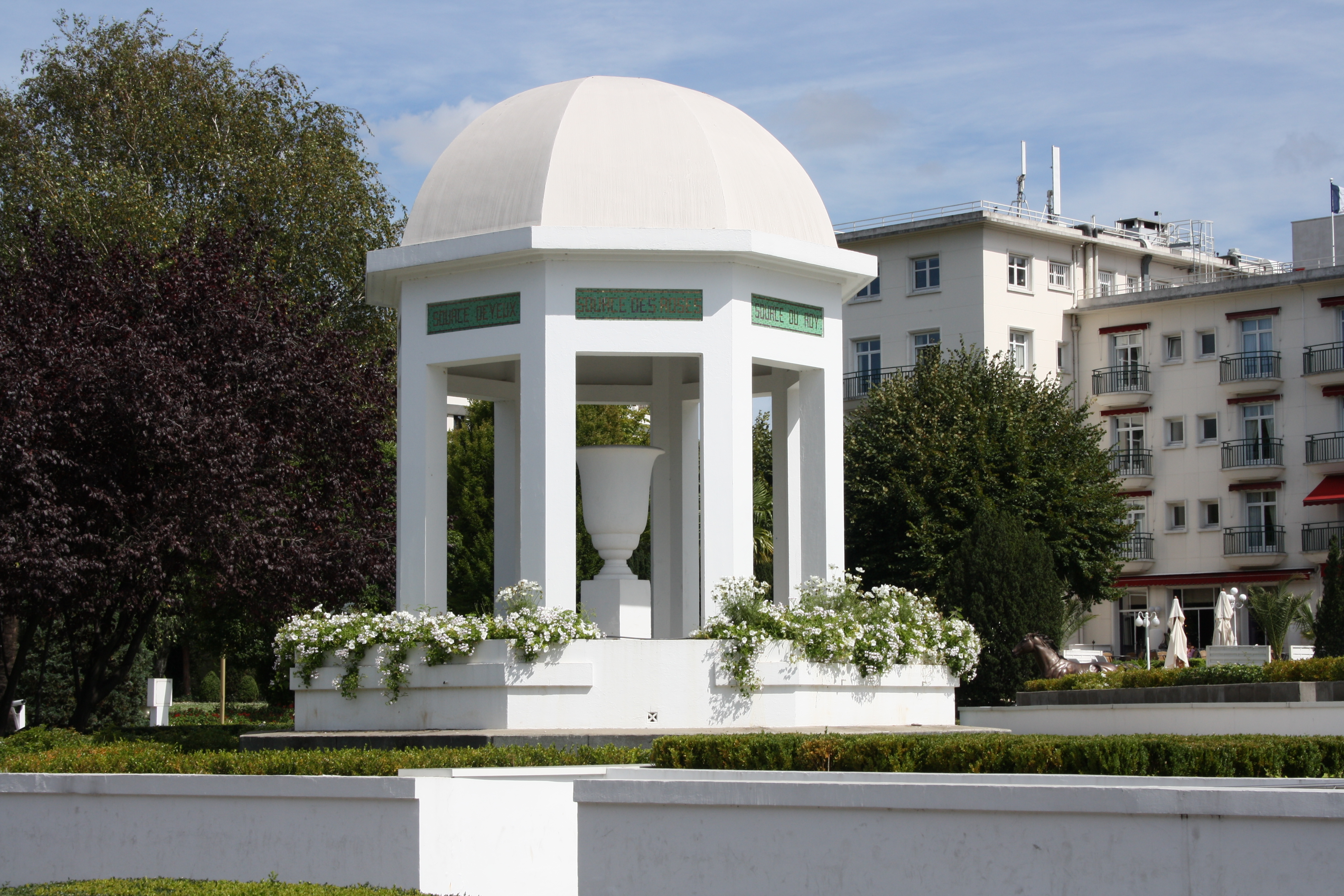
Source du Roy, à Enghien-les-Bains.
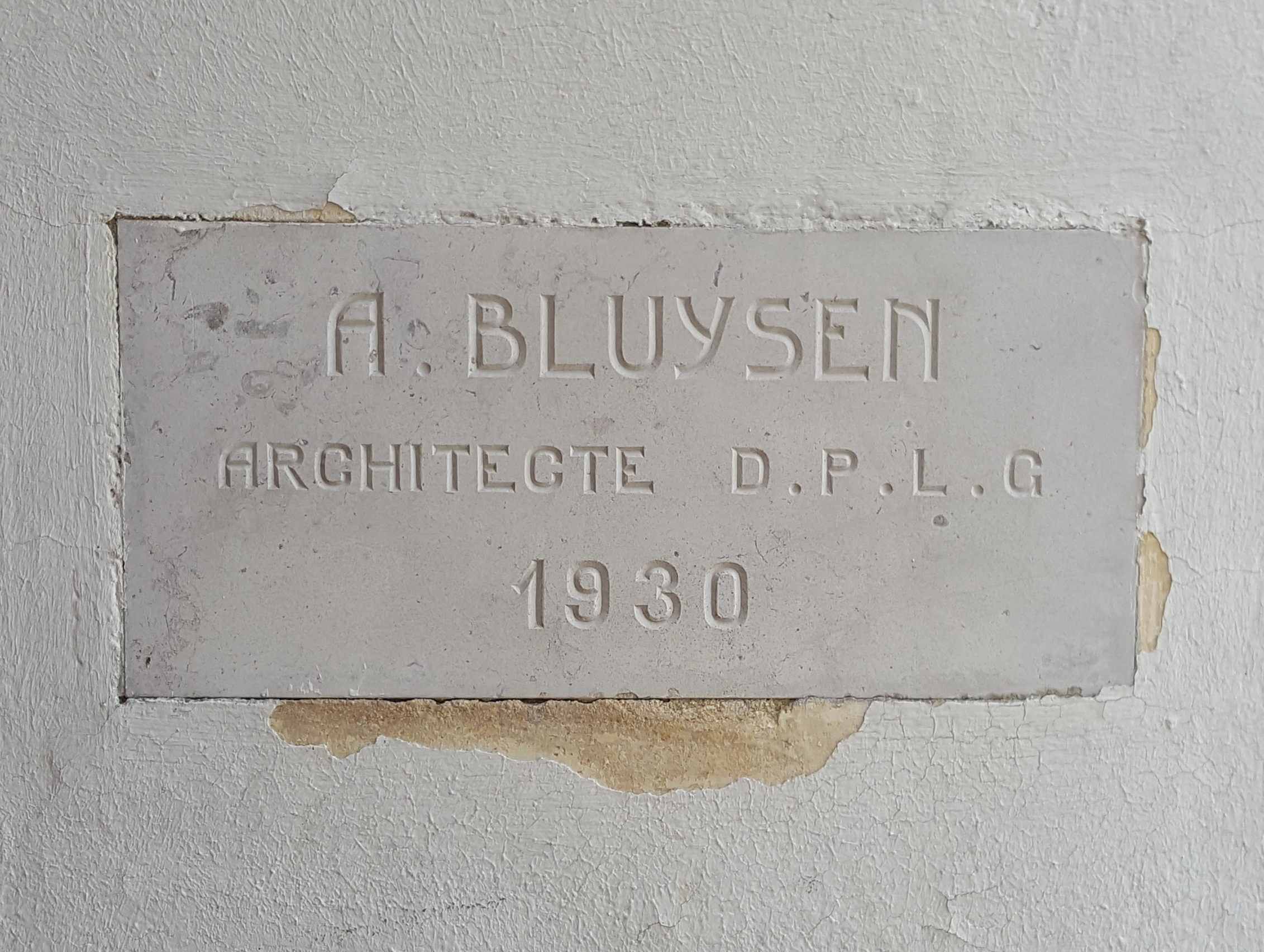
Signature d'A. Bluysen à Vittel.
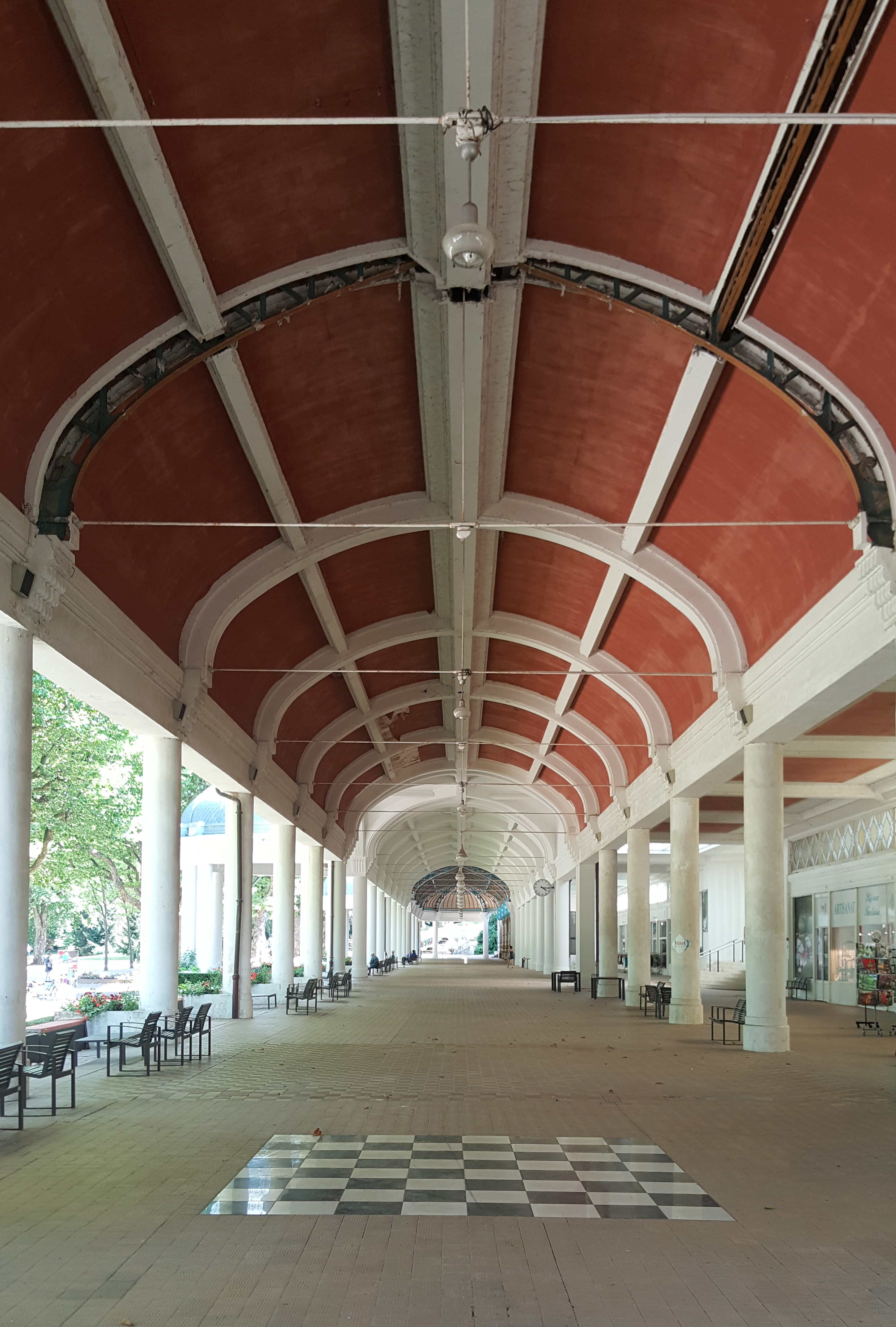
Galerie à Vittel, 1930.

### Hôtels, villas
- Normandy-Hôtel à Granville ;
- Hôtel des Bains à Granville ;
- Villa « Les Abeilles » à Deauville (1910), commandée par la couturière Jeanne Paquin[6] et où André Citroën passait ses vacances en famille, dans les années 1920[7] ;
- Hôtel de voyageurs Le Normandy, au Touquet-Paris-Plage, qui brûla et fut reconstruit en 1927 en un cinéma par Louis Quételart[8] ;
- Hôtel Westminster[9], au Touquet-Paris-Plage (1925-1928).

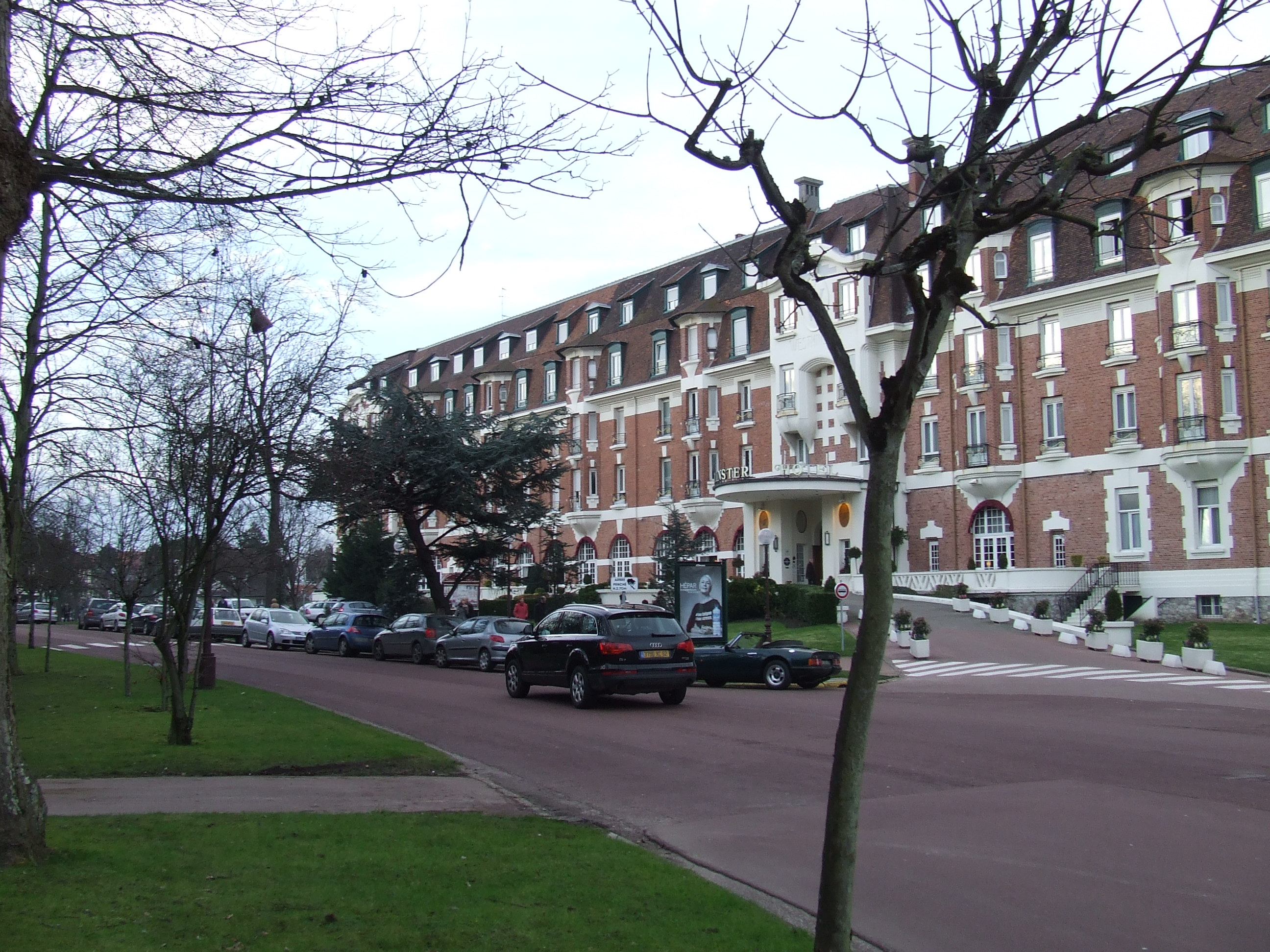
Hôtel Westminster au Touquet-Paris-Plage.

### Monuments
- Les deux Monuments aux héros de l'Armée noire, à Reims et à Bamako (1924)[10], en collaboration avec le sculpteur Paul Moreau-Vauthier.

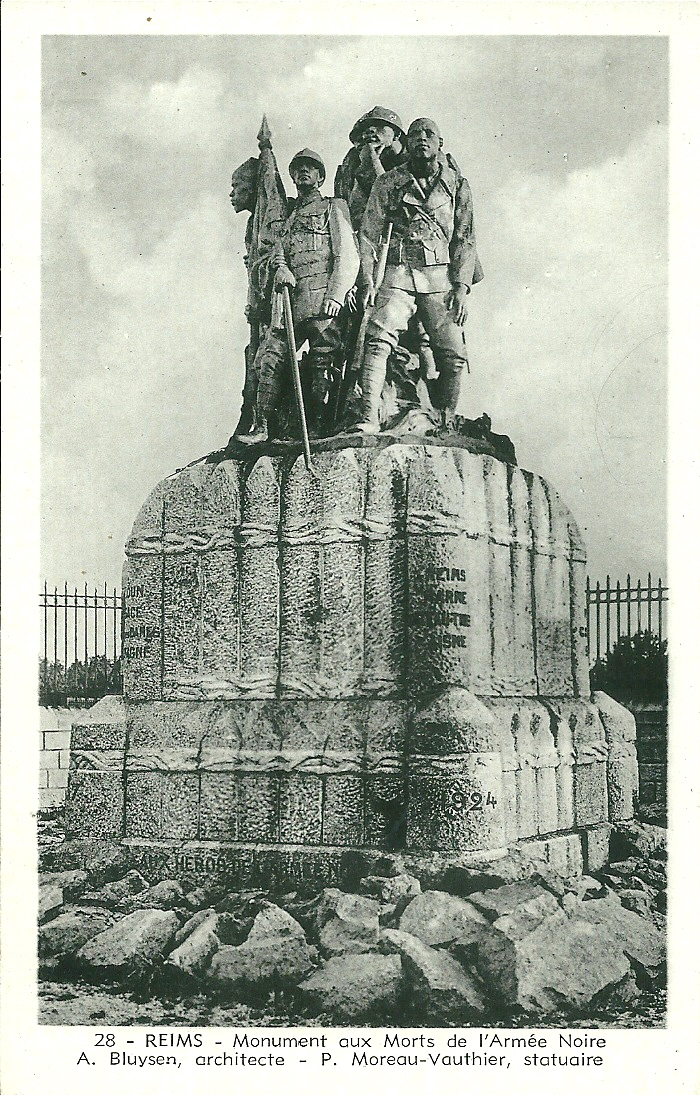
Monument de Reims, détruit en 1940.
Monument de Bamako (Mali).

### Logements collectifs
- Ensemble de logements sociaux du 82 au 92 boulevard Murat (16e arrondissement de Paris), type HBM (1932-1934), pour la SGIM, en association avec les architectes M. Reynard et P. Grenard.

## Distinctions
Auguste Bluysen est nommé chevalier de la Légion d'honneur en avril 1925 puis promu officier du même ordre, au titre de l'exposition internationale de Paris de 1937, par décret du 31 octobre 1938.
Il est fait officier d'académie et officier de l'ordre du Nichan Iftikhar de Tunisie.
Il reçoit, en 1933, la grande médaille d'argent de l'architecture privée de la Société centrale des architectes, Fondation Le Soufaché.